# Lech Isakiewicz
Lech Mieczysław Isakiewicz (ur. 20 sierpnia 1943, zm. 27 lutego 2018) – polski polityk, poeta i członek Związku Literatów Polskich.

## Życiorys
W latach 1969–1974 kierował Kołem Młodych wrocławskiego Związku Literatów Polskich, w latach 70. został zarejestrowany jako TW „Kasander“. Brał udział w działaniach dyskredytujących literatów wrocławskich. według archiwów IPN zachowało się prawie 100 raportów. Następnie pracował w Młodzieżowej Agencji Wydawniczej.
W latach 1990–1998 był burmistrzem Ożarowa Mazowieckiego, następnie marszałkiem Warszawskiego Sejmiku Samorządowego, wójtem gminy Michałowice. 
Od lat dziewięćdziesiątych XX w. związany z prawicą, najpierw z AWS, potem z działaczami PiS. Prezydent Warszawy Lech Kaczyński w 2003, rekomendował go na prezesa zarządu Pałacu Kultury i Nauki. Następnie związany z Mazowiecką Wspólnotą Samorządową.
Żonaty z Elżbietą Główką.
Został pochowany w Rokitnie.
Autor tomików poetyckich: „Nasze sanatorium”, „Determinacje”, „Iluminacje”, „Zwykli ludzie” oraz książek i sztuk teatralnych dla dzieci, w tym telewizyjnych Dobranocek. Współtworzył publikację o problemach ustrojowych Warszawy „Miasto przy drodze”.